# NGC 5883
NGC 5883 је лентикуларна галаксија у сазвежђу Вага која се налази на NGC листи објеката дубоког неба.
Деклинација објекта је - 14° 36' 59" а ректасцензија 15h 15m 10,1s. Привидна величина (магнитуда) објекта NGC 5883 износи 13,6 а фотографска магнитуда 14,6. NGC 5883 је још познат и под ознакама MCG -2-39-14, NPM1G -14.0562, PGC 54439.